# Малешевци (Босанско Грахово)
Малешевци су насељено мјесто у Босни и Херцеговини, у општини Босанско Грахово, које административно припада Федерацији Босне и Херцеговине. Према попису становништва из 1991. у насељу је живјело 208 становника.

## Историја
У Малешевцима је 1924. рођен генерал ЈНА Гојко Мирчић који је у борбу против окупатора и усташких снага отишао са свега 17. година. Занимљивост је да је овог војника југословенске народне армије крстио лично војвода Момчило Ђујић. Генерал Мирчић већину својих служби провео је на Косову и Метохији на месту команданта приштинског гарнизона где се искључиво залагао за интересе Срба са Косова и Метохије. Због својих политичких и националних опредељења превремено је пензионисан. Генерал Мирчић преминуо је у Београду 2008. године, сахрањен је на гробљу Орловача уз све војне и државне почасти.

## Становништво
По попис становништва 1991. имало је 208 становника, а 2008. око 40.
| Националност       | 1991. | 1981. | 1971. | 1961. |
| Срби               | 206   | 211   | 280   | 302   |
| Југословени        | 2     | 26    |       |       |
| Црногорци          |       |       |       | 1     |
| остали и непознато |       |       | 1     |       |
| Укупно             | 208   | 237   | 281   | 303   |

| Демографија | Демографија | Демографија |
| Година      | Становника  | Становника  |
| ----------- | ----------- | ----------- |
| 1953.       | 2.109       |             |
| 1961.       | 303         |             |
| 1971.       | 281         |             |
| 1981.       | 237         |             |
| 1991.       | 208         |             |
| 2013.       | 53          |             |

## Презимена
Најчешћа српска презимена су Галић, Добријевић, Кудра, Штрбац, Мирчић и Прпа.